# (335) Roberta
(335) Roberta es un asteroide perteneciente al cinturón de asteroides descubierto el 1 de septiembre de 1892 por Anton Staus desde el observatorio de Heidelberg-Königstuhl, Alemania.
Está nombrado en honor de Karl Robert von Osten-Sacken (1828-1906), entomólogo ruso.